# Дејвис куп 2008.
Дејвис куп 2008 је 97 сезона овог најзначајнијег такмичења националних репрезентација у мушком тенису, у којем учествују 129 екипа.
У Светској групи учествује 16 екипа.
Извлачење парова је обављено 27. септембра 2007. у Лондону. Први мечеви су одиграни 8-10. фебруара,

## Светска група
| Састав светске групе у 2008 | Састав светске групе у 2008 | Састав светске групе у 2008 | Састав светске групе у 2008 |
| --------------------------- | --------------------------- | --------------------------- | --------------------------- |
| Аргентина                   | Аустрија                    | Белгија                     | Велика Британија            |
| Француска                   | Израел                      | Јужна Кореја                | Немачка                     |
| Перу                        | Румунија                    | Русија                      | Сједињене Америчке Државе   |
| Србија                      | Чешка                       | Шведска                     | Шпанија                     |

### Жреб

#### Осмина финала
Мечеви су одиграни 8-10. фебруара
| бр. меча | 1 екипа       | Резултат | 2. екипа                      | Место                   | Подлога      |
| -------- | ------------- | -------- | ----------------------------- | ----------------------- | ------------ |
| 1.       | Русија (1)    | 3-2      | Србија                        | Москва, Русија          | тврда (зат.) |
| 2.       | Белгија (8)   | 2-3      | Чешка                         | Беч, Аустрија           | земља (зат.) |
| 3.       | Аргентина (3) | 4-1      | Велика Британија              | Буенос Ајрес, Аргентина | шљака (от.)  |
| 4.       | Шведска (6)   | 3-2      | Израел                        | Рамат Хашарон, Израел   | тврда (от.)  |
| 5.       | Јужна Кореја  | 2-3      | Немачка (5)                   | Брауншвајг, Немачка     | шљака (зат.) |
| 6.       | Перу          | 0-5      | Шпанија (4)                   | Лима, Перу              | шљака (от.)  |
| 7.       | Румунија      | 0-5      | Француска (7)                 | Сибињ, Румунија         | тврда (зат.) |
| 8.       | Аустрија      | 1-4      | Сједињене Америчке Државе (2) | Беч, Аустрија           | шљака (зат.) |

#### Четвртфинале
Мечеви су одиграни 11-13. априла
| бр. меча | 1 екипа       | Резултат | 2. екипа                      | Место                   | Подлога      |
| -------- | ------------- | -------- | ----------------------------- | ----------------------- | ------------ |
| 1.       | Русија (1)    | 3-2      | Чешка                         | Москва, Русија          | шљака (зат.) |
| 2.       | Аргентина (3) | 4-1      | Шведска (6)                   | Буенос Ајрес, Аргентина | шљака (от.)  |
| 3.       | Немачка (5)   | 1-4      | Шпанија (4)                   | Бремен, Немачка         | тврда (зат.) |
| 8.       | Француска (7) | 1-4      | Сједињене Америчке Државе (2) | Винстон-Салем, САД      | тврда (зат.) |

#### Полуфинале
Мечеви су одиграни 19-21. септембра
| бр. меча | 1 екипа       | Резултат | 2. екипа                      | Место     | Подлога |
| -------- | ------------- | -------- | ----------------------------- | --------- | ------- |
| 1.       | Аргентина (3) | 3-2      | Русија (1)                    | Аргентина | шљака   |
| 2.       | Шпанија (4)   | 4-1      | Сједињене Америчке Државе (2) | Шпанија   | шљака   |

#### Финале
Меч одигран 21-23. новембар
| бр. меча | 1 екипа   | Резултат | 2. екипа | Место         | Подлога      |
| -------- | --------- | -------- | -------- | ------------- | ------------ |
| 1.       | Аргентина | 1 - 3    | Шпанија  | Мар дел Плата | тврда (зат.) |

### Детаљи
| · Аргентина · 1 | Стадион Polideportivo, Мар дел Плата, Аргентина 21. новембар - 23. новембар 2008. тврда (зат.) | Стадион Polideportivo, Мар дел Плата, Аргентина 21. новембар - 23. новембар 2008. тврда (зат.) | · Шпанија · 3 |      |      |     |   |  |
| \| \| \| \| 1 \| 2 \| 3 \| 4 \| 5 \| \| \| - \| \| -------------------------------------------------------------------- \| --- \| ---- \| ---- \| --- \| - \| \| \| 1 \| \| Давид Налбандиан Давид Ферер \| 6 3 \| 6 2 \| 6 3 \| \| \| \| \| 2 \| \| Хуан Мартин дел Потро Фелисијано Лопез \| 6 4 \| 62 7 \| 64 7 \| 3 6 \| \| \| \| 3 \| \| Хосе Акасусо / Давид Налбандиан Фелисијано Лопез / Фернандо Вердаско \| 7 5 \| 5 7 \| 65 7 \| 3 6 \| \| \| \| 4 \| \| Хосе Акасусо Фернандо Вердаско \| 6 3 \| 3 6 \| 62 7 \| 0 6 \| \| \| \| 5 \| \| Давид Налбандиан Фелисијано Лопез \| \| \| \| \| \| \| |                                                                                                |                                                                                                |               |      |      |     |   |  |
| |                                                                                                |                                                                                                | 1             | 2    | 3    | 4   | 5 |  |
| 1 | Аргентина · Шпанија                                                                            | Давид Налбандиан Давид Ферер                                                                   | 6 3           | 6 2  | 6 3  |     |   |  |
| 2 | Аргентина · Шпанија                                                                            | Хуан Мартин дел Потро Фелисијано Лопез                                                         | 6 4           | 62 7 | 64 7 | 3 6 |   |  |
| 3 | Аргентина · Шпанија                                                                            | Хосе Акасусо / Давид Налбандиан Фелисијано Лопез / Фернандо Вердаско                           | 7 5           | 5 7  | 65 7 | 3 6 |   |  |
| 4 | Аргентина · Шпанија                                                                            | Хосе Акасусо Фернандо Вердаско                                                                 | 6 3           | 3 6  | 62 7 | 0 6 |   |  |
| 5 | Аргентина · Шпанија                                                                            | Давид Налбандиан Фелисијано Лопез                                                              |               |      |      |     |   |  |

### Светска група плеј оф
Плеј оф за попуну Светске групе играју поражени у осминифинала Светске групе и победници континенталних зона и то из:
- Америчке зоне прве 2 екипе:
- Евроафричке зоне прве 4 екипе:
- Азијско/Океанијске зоне 2 екипе:

Победници ових мечева ће 2009. године играти у Светској групи.
Мечеви су одиграни 19-21. септембра

#### Плеј оф
| бр. меча | 1 екипа          | Резултат | 2. екипа     | Место                        | Подлога       |
| 1.       | Чиле             | 3-2      | Аустралија   | Анофагаста, Чиле             | шљака (отв.)  |
| 2.       | Велика Британија | 2-3      | Аустрија     | Лондон, Уједињено Краљевство | трава (отв.)  |
| 3.       | Швајцарска       | 4-1      | Белгија      | Лозана, Швајцарска           | тврда, (зат.) |
| 4.       | Хрватска         | 4-1      | Бразил       | Задар, Хрватска              | твда, (зат.)  |
| 5.       | Израел           | 4-1      | Перу         | Рамат Хашарон, Израел        | тврда, (отв.) |
| 6.       | Холандија        | 3-2      | Јужна Кореја | Апелдорн, Холандија          | шљака, (зат.) |
| 7.       | Румунија         | 4-1      | Индија       | Букурешт, Румунија           | шљака (отв.)  |
| 8.       | Словачка         | 1-4      | Србија       | Братислава, Словачка         | тврда, (зат.) |

## Америчка зона

### Прва група
- Бразил игра плеј оф за пласман у Светску групу
- Канада
- Колумбија
- Мексико испало у Другу групу за 2009
- Чиле игра плеј оф за пласман у Светску групу
- Уругвај

Меч за испадање је одигран 19-21. септембра

### Друга група
- Бахаме
- Боливија испала у Трећу групу за 2009
- Доминиканска Република
- Еквадор пласирао се у Прву групу за 2009.
- Салвадор испаоо у Трећу групу за 2009
- Холандски Антили
- Парагвај
- Венецуела

Меч за улазак у Прву групу је одигран 19-21. септембра

### Трећа група
- Аруба испала у Четврту групу за 2009
- Барбадос
- Куба
- Гватемала пласирала се у Другу групу за 2009.
- Хаити
- Јамајка пласирала се у Деугз групу за 2009.
- Панама испала у Четврту групу за 2009
- Порторико
  - Куба је одустала

### Четврта група
- Бермуди
- Костарика пласирала се у Трећу групу за 2009.
- Хаити пласирао се у Трећу групу за 2009.
- Тринидад и Тобаго
- Америчка Девичанска Острва
  - Тринидад и Тобаго је одустао

## Евроафричка зона

### Прва група
- Белорусија
- Грузија - испао у Дугу групу 2009
- Хрватска - игра плеј оф за пласман у Светску групу
- Италија
- Летонија - испала у Дугу групу 2009
- Република Македонија
- Холандија - игра плеј оф за пласман у Светску групу
- Пољска
- Словачка - игра плеј оф за пласман у Светску групу
- Швајцарска - игра плеј оф за пласман у Светску групу

### Друга група
- Алжир
- Кипар
- Данска
- Египат
- Финска
- Грчка - испала у Трећу групу 2009
- Мађарска
- Ирска
- Луксембург - испало у Трећу групу 2009
- Монако
- Мароко - испао у Трећу групу 2009
- Португалија
- Словенија
- Јужна Африка - пласирала се у Прву групу 2009
- Тунис - испала у Трећу групу 2009
- Украјина - пласирала се у Прву групу 2009

### Трећа група
| Боцвана Бугарска - пласирала се у Другу групу 2009 Обала Слоноваче - испала у Четврту групу 2009 Мадагаскар Црна Гора - пласирала се у Другу групу 2009 Нигерија Турска Зимбабве - испао у Четврту групу 2009 |  | Андора Јерменија - испала у Четврту групу 2009 Босна и Херцеговина Естонија Гана - испала у Четврту групу 2009 Литванија - пласирала се у Другу групу 2009 Молдавија - пласирала се у Другу групу 2009 Норвешка |

### Четврта група
- Исланд - пласирао се у Трећу групу 2009
- Либија

```
- одустала 
```

- Малта - одустала
- Маурицијус - одустала
- Намибија - пласирала се у Трећу групу 2009
- Руанда - пласирала се у Трећу групу 2008
- Сан Марино - пласирала се у Трећу групу 2008

## Азијско/Океанијска зона

### Прва група
- Аустралија
- Кинески Тајпеј
- Индија
- Јапан
- Казахстан
- Филипини
- Тајланд
- Узбекистан

Меч за испадање је одигран 19-21. септембра

### Друга група
- Кина
- Хонгконг
- Индонезија
- Кувајт
- Либан
- Нови Зеланд
- Оман
- Океанија

Меч за улазак у Прву групу је одигран 19-21. септембра

### Трећа група
- Иран
- Малезија
- Пакистан
- Сри Ланка
- Сирија
- Таџикистан
- УАЕ
- Вијетнам

### Четврта група
- Бахреин
- Бангладеш
- Брунеј
- Ирак
- Јордан
- Мјанмар
- Катар
- Саудијска Арабија
- Сингапур
- Туркменистан